# Jacobus Nieuwlants

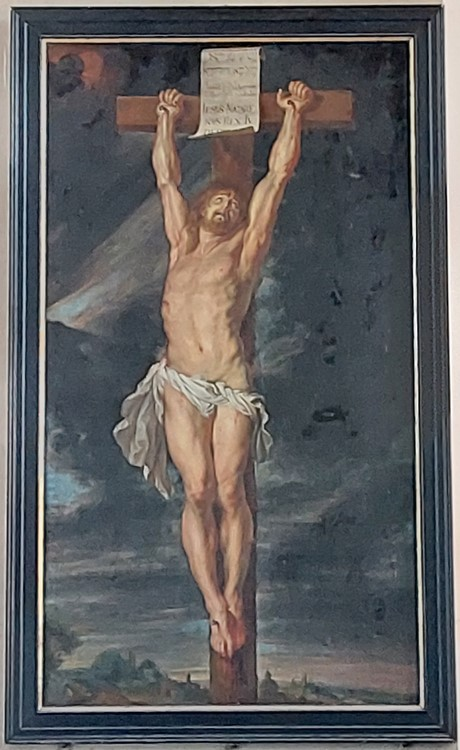
"Christus aan het kruis" van Jaak Nieuwlants in de kerk van Hoogstraten

Jacobus Nieuwlants (Brecht, 1611 - 1660) was een Brabants barokschilder.
Hij is gekend voor zijn kopijen van Rubens' barokke schilderwerken. In de kerk van Brecht hangt het schilderij "De Lansstoot" (1648). Het doek is vier bij drie meter en weegt meer dan honderdvijftig kilogram. Het is een kope van "De Lanssteek" die Peter Paul Rubens in 1620 schilderde. In de kerk van Hoogstraten hangt "Christus aan het kruis" van Nieuwlants (1649) dat een kopie is van "Christus aan het kruis" van Rubens (KMSK Antwerpen -1610). Het schilderij is 3.18 meter hoog en 1.73 meter breed. Enkel de positie van de armen is anders.